# USS LST-623
O USS LST-623 foi um navio de guerra norte-americano da classe LST que operou durante a Segunda Guerra Mundial.